# Gladden
Gladden je kratka rijeka u Rhovanionu u dolini Anduina na kojoj su se zbili događaji vrlo važni za povijest Međuzemlja.

## Ime i položaj
Sindarinski naziv rijeke je Ninglor (ili Sîr Ninglor, sîr = tok, ninglor = perunika ili iris), dok su je ljudi nazivali Zlatnotokom, a oba naziva potječu od velikih žutih cvjetova perunike koji su rasli u Gladenskim poljima. Rijeku su započinjala dva neimenovana potoka s izvorima u Maglenom gorju. Dalje je tekla istočno sve do ušća u Veliku rijeku, Anduin, u velikom močvarnom području poznatom pod nazivom Gladdenskih polja.

## Povijest
Nakon Posljednjeg saveza vilenjaka i ljudi i Sauronova poraza, Isildur, kralj Arnora i nositelj Prstena upao je u orkovsku zasjedu i ubijen je u blizini Gladdenskih polja. Nakon čitava dva i pol milenija, tijekom Trećeg doba, neki od Šturovih su živjeli uz rijeku Gladden. Među njima je živio i Sméagoll koji je dugo vremena posjedovao Prsten te je naposljetku idući uz riječni tok završio u pećinama u blizini Goblinskog grada. Saruman je uporno pretraživao ovo područje u potrazi za prsteno, ali ga nikad nije našao jer ga je u to vrijeme već imao Gollum, ali je ipak pronašao neke druge predmete koji su pripadali Isilduru.